# باراهونا
باراهونا هي مدينة، في جمهورية الدومينيكان، تقع في محافظة باراهونا، بلغ عدد سكانها 138,159 نسمة وذلك حسب إحصائيات سنة 2012، تبلغ مساحتها 163,020,000 متر مربع (163.02 كـم2).

## المناخ
يظهر الجدول التالي التغييرات المناخية على مدار السنة لباراهونا:
| البيانات المناخية لـباراهونا                      | البيانات المناخية لـباراهونا | البيانات المناخية لـباراهونا | البيانات المناخية لـباراهونا | البيانات المناخية لـباراهونا | البيانات المناخية لـباراهونا | البيانات المناخية لـباراهونا | البيانات المناخية لـباراهونا | البيانات المناخية لـباراهونا | البيانات المناخية لـباراهونا | البيانات المناخية لـباراهونا | البيانات المناخية لـباراهونا | البيانات المناخية لـباراهونا | البيانات المناخية لـباراهونا |
| الشهر                                             | يناير                        | فبراير                       | مارس                         | أبريل                        | مايو                         | يونيو                        | يوليو                        | أغسطس                        | سبتمبر                       | أكتوبر                       | نوفمبر                       | ديسمبر                       | المعدل السنوي                |
| ------------------------------------------------- | ---------------------------- | ---------------------------- | ---------------------------- | ---------------------------- | ---------------------------- | ---------------------------- | ---------------------------- | ---------------------------- | ---------------------------- | ---------------------------- | ---------------------------- | ---------------------------- | ---------------------------- |
| الدرجة القصوى °م (°ف)                             | 33.2 (91.8)                  | 34.0 (93.2)                  | 33.8 (92.8)                  | 34.5 (94.1)                  | 34.7 (94.5)                  | 34.2 (93.6)                  | 35.6 (96.1)                  | 37.5 (99.5)                  | 35.8 (96.4)                  | 34.5 (94.1)                  | 34.0 (93.2)                  | 33.0 (91.4)                  | 37.5 (99.5)                  |
| متوسط درجة الحرارة الكبرى °م (°ف)                 | 29.3 (84.7)                  | 29.2 (84.6)                  | 29.5 (85.1)                  | 30.0 (86.0)                  | 30.3 (86.5)                  | 30.7 (87.3)                  | 31.7 (89.1)                  | 31.9 (89.4)                  | 31.5 (88.7)                  | 30.7 (87.3)                  | 30.6 (87.1)                  | 29.8 (85.6)                  | 30.4 (86.7)                  |
| المتوسط اليومي °م (°ف)                            | 24.8 (76.6)                  | 25.0 (77.0)                  | 25.6 (78.1)                  | 26.3 (79.3)                  | 26.8 (80.2)                  | 27.4 (81.3)                  | 28.0 (82.4)                  | 27.9 (82.2)                  | 27.4 (81.3)                  | 26.6 (79.9)                  | 26.2 (79.2)                  | 25.3 (77.5)                  | 26.4 (79.5)                  |
| متوسط درجة الحرارة الصغرى °م (°ف)                 | 20.3 (68.5)                  | 20.7 (69.3)                  | 21.6 (70.9)                  | 22.6 (72.7)                  | 23.3 (73.9)                  | 24.1 (75.4)                  | 24.3 (75.7)                  | 24.0 (75.2)                  | 23.3 (73.9)                  | 22.6 (72.7)                  | 21.8 (71.2)                  | 20.7 (69.3)                  | 22.4 (72.3)                  |
| أدنى درجة حرارة °م (°ف)                           | 15.0 (59.0)                  | 15.0 (59.0)                  | 17.0 (62.6)                  | 18.0 (64.4)                  | 19.2 (66.6)                  | 20.0 (68.0)                  | 19.5 (67.1)                  | 20.0 (68.0)                  | 20.0 (68.0)                  | 19.6 (67.3)                  | 16.6 (61.9)                  | 15.5 (59.9)                  | 15.0 (59.0)                  |
| معدل هطول الأمطار مم (إنش)                        | 30.4 (1.20)                  | 29.3 (1.15)                  | 45.1 (1.78)                  | 64.1 (2.52)                  | 168.5 (6.63)                 | 129.5 (5.10)                 | 38.1 (1.50)                  | 65.1 (2.56)                  | 143.7 (5.66)                 | 184.9 (7.28)                 | 75.6 (2.98)                  | 44.4 (1.75)                  | 1٬018٫7 (40.11)              |
| متوسط الأيام الممطرة (≥ 0.1 mm)                   | 3.7                          | 3.2                          | 3.9                          | 6.1                          | 10.6                         | 8.2                          | 3.8                          | 5.1                          | 8.8                          | 10.6                         | 4.8                          | 2.4                          | 71.2                         |
| متوسط الرطوبة النسبية (%)                         | 73.0                         | 72.6                         | 71.5                         | 71.9                         | 75.6                         | 75.8                         | 72.0                         | 72.9                         | 76.3                         | 78.4                         | 75.1                         | 72.8                         | 74.0                         |
| ساعات سطوع الشمس الشهرية                          | 259.6                        | 248.8                        | 286.7                        | 271.5                        | 261.0                        | 264.7                        | 289.3                        | 286.5                        | 243.2                        | 259.0                        | 267.7                        | 268.6                        | 3٬206٫6                      |
| المصدر #1: المنظمة العالمية للأرصاد الجوية        |                              |                              |                              |                              |                              |                              |                              |                              |                              |                              |                              |                              |                              |
| المصدر #2: الإدارة الوطنية للمحيطات والغلاف الجوي |                              |                              |                              |                              |                              |                              |                              |                              |                              |                              |                              |                              |                              |

## أعلام
- تيد مارتينيز
- خوسيه رييس
- أنطونيو جوزيف
- ماريا مونتيز
- هيكتور غارسيا